# Pomilovanje
Pomilovanje je pojedinačan pravni akt koji se odnosi na tačno određeno lice. Njime se može dati oslobođenje od krivičnog gonjenja (abolicija), potpuno ili delimično osloboditi od izvršenja kazne, zameniti izrečena kazna blažom ili uslovnom osudom, rehabilitacijom. Obavlja se istog dana kada zavod primi odluku o pomilovanju, odnosno najkasnije 24h od prijema te odluke. 
Pomilovanje daje predsednik republike,a postupak se pokreće po službenoj dužnosti ili po molbi osuđenog lica ili njegovog zakonskog zastupnika, bračnog druga, srodnika u pravoj liniji.